# De jury
De jury (A Time to Kill) is een in 1988 verschenen legal thriller van de Amerikaanse schrijver John Grisham. Een zwart meisje wordt door twee blanken verkracht. Grishams boek gaat uit van de hypothetische situatie waarin de zwarte vader wraak neemt door de blanke daders te vermoorden. Het verhaal staat sterk in de context van het latente racisme in het Amerikaanse zuiden, dat zelfs vandaag de dag nog aanwezig is.
De jury was Grishams eerste (bescheiden) succes, maar niet zijn grote doorbraak. Na het enorme succes van The Firm (Advocaat van de duivel) is het boek heruitgebracht, en werd alsnog een succesroman. Het boek is in 1996 verfilmd.

## Verhaal
De 10-jarige dochter van de zwarte Carl Lee Hailey wordt verkracht door twee blanke jongens, waarna ze haar proberen op te hangen. Het meisje wordt gevonden en de daders gearresteerd. In de rechtbank van het (fictieve) stadje Clanton ziet het er echter naar uit dat ze er genadig van af zullen komen. De blanke middenklasse en magistratuur denkt immers "het was toch maar een nikker". De vader wacht echter de twee daders op buiten de rechtszaal en schiet ze neer.
De rollen zijn nu omgedraaid. De vader wordt gearresteerd en de verontwaardiging over de dubbele moord is groot. De advocaat Jake Brigance neemt de verdediging op zich. De officier van justitie, Rufus Buckley, wil de doodstraf eisen en heeft het merendeel van de bevolking achter zich. Buckley stelt om politieke redenen zo'n zware eis, want hij wil gouverneur worden. Een running gag in dit overigens serieuze werk is dat Jake Brigance hem hiermee plaagt en voortdurend "gouverneur" noemt, waar hij absoluut niet tegen kan.
Ook de tot dan toe sluimerende Ku Klux Klan toont interesse en grijpt de gelegenheid aan om in Clanton een nieuwe "Klavern" (afdeling) te stichten. Deze kan zich verheugen in de sympathie van velen die de dubbele moord zien als een voorbeeld "hoe beestachtig" zwarten zouden zijn, en een aantal Clantonners treedt tot de Klan toe. Deze gaat over tot intimidatie van Jake en zijn assistent Ellen Roark. Roark wordt mishandeld en Jakes huis wordt door de Klanleden in brand gestoken. Het komt zelfs tot rellen tussen de KKK en diens (voornamelijk zwarte) tegenstanders.
Jake concentreert zich echter met verve op de verdediging, en een juridisch duel ontspint zich tussen hem en Buckley. Beiden roepen getuigen op en kraken die van de wederpartij af. Buckley is niet gelukkig met de "steun" van de KKK, maar eist dat er een voorbeeld wordt gesteld tegen eigenrichting. Jake doet een beroep op de ontoerekeningsvatbaarheid van Carl, en stelt dat iedere vader zo zou reageren als zijn dochter verkracht zou worden.
Uiteindelijk komt de jury tot een "niet schuldig", nadat men in de jurykamer zich voor de geest heeft gehaald hoe men zou denken wanneer de verkrachters zwart en het meisje blank waren geweest.

## Bestseller 60
| Boeken met noteringen in de Nederlandse Bestseller 60 | Jaar van verschijnen | Datum van binnenkomst | Hoogste positie | Aantal weken | Opmerkingen |
| ----------------------------------------------------- | -------------------- | --------------------- | --------------- | ------------ | ----------- |
| De jury                                               | 1989                 | 21-01-2004            | 52              | 2            |             |